# St. Johannes der Täufer (Gentingen)

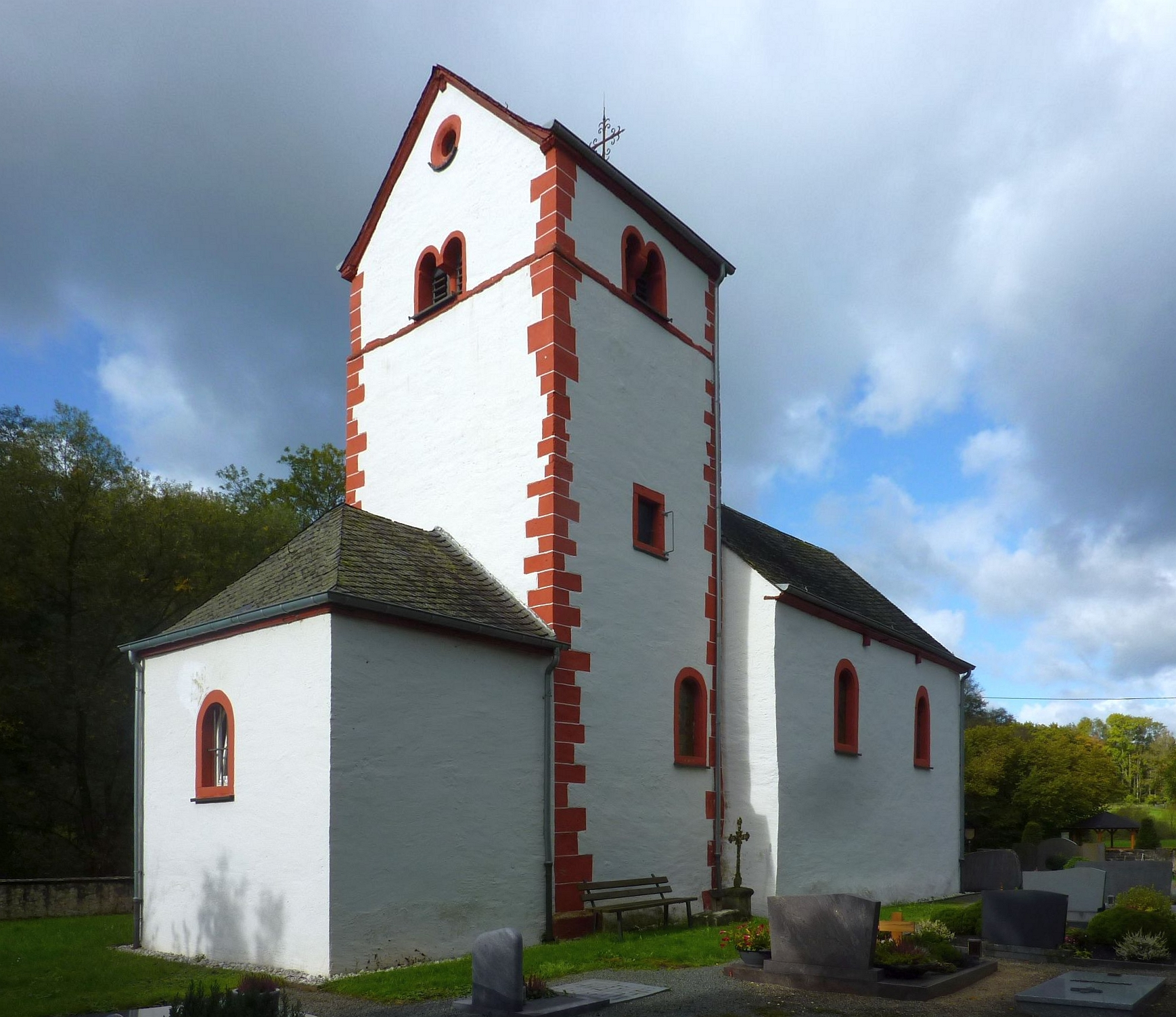
St. Johannes der Täufer

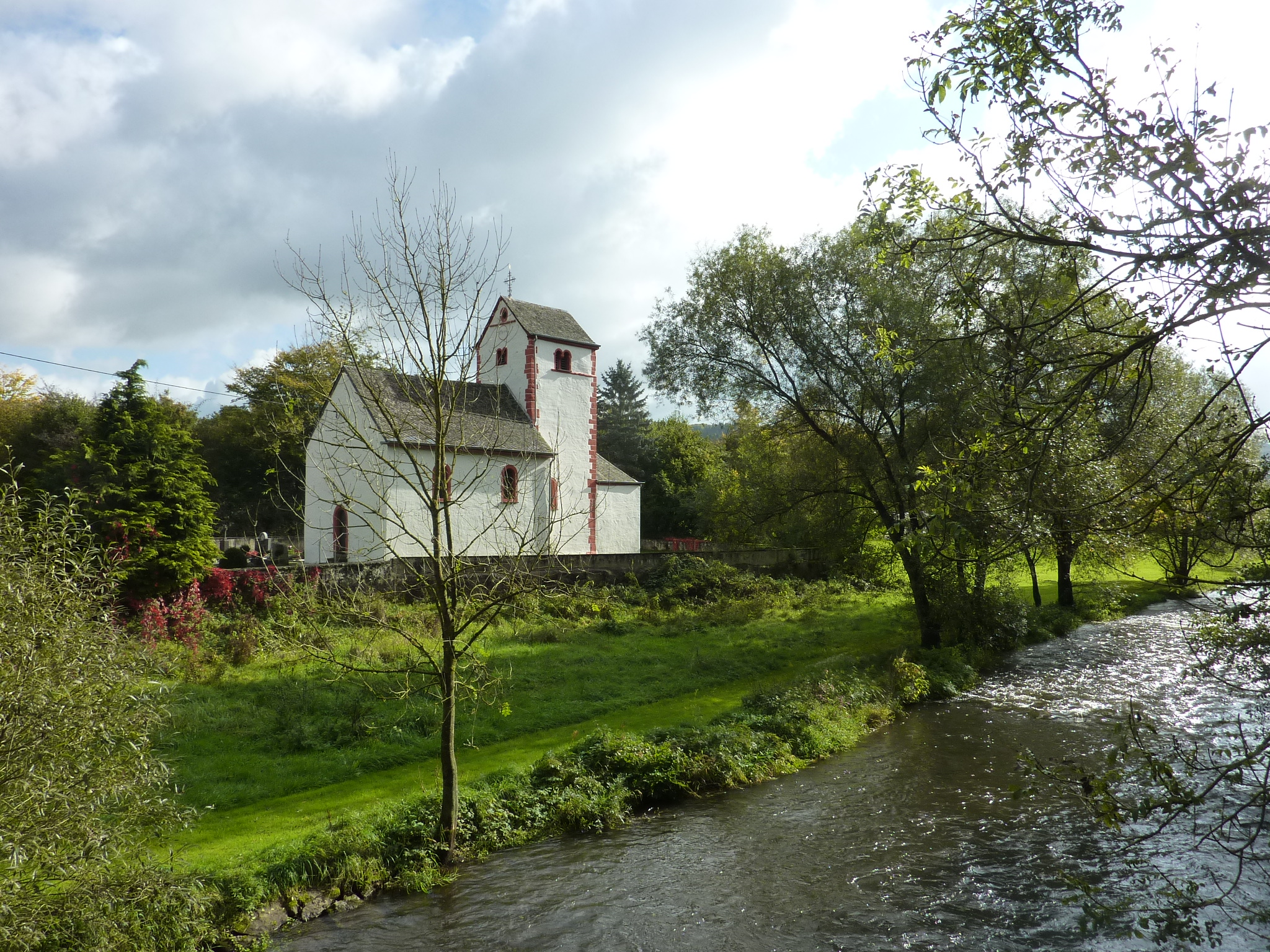
Die Kirche am Ufer der Our

St. Johannes der Täufer ist eine römisch-katholische Filialkirche in der Ortsgemeinde Gentingen im Eifelkreis Bitburg-Prüm in Rheinland-Pfalz. Sie befindet sich unmittelbar am Ufer der Our.

## Geschichte
Ort und Kirche wurden zum ersten Mal in einem Schutzbrief, den Papst Alexander II. 1069 für die Abtei Echternach ausstellte, erwähnt. Ältester erhaltener Bauteil von St. Johannes ist der romanische Chorturm aus dem 12. Jahrhundert. Das Langhaus wurde bei einer Renovierung 1710 verändert. Dem Turm wurde im 19. Jahrhundert östlich eine Sakristei angefügt.

Das Langhaus ist 5,60 m  breit und 7,50 m lang, der quadratische Chorraum im Turmuntergeschoss ist 3,50 m breit und 3,70 m tief. Der Chor ist tonnengewölbt und im Inneren mit hohen rundbogigen Blendarkaden dekoriert.

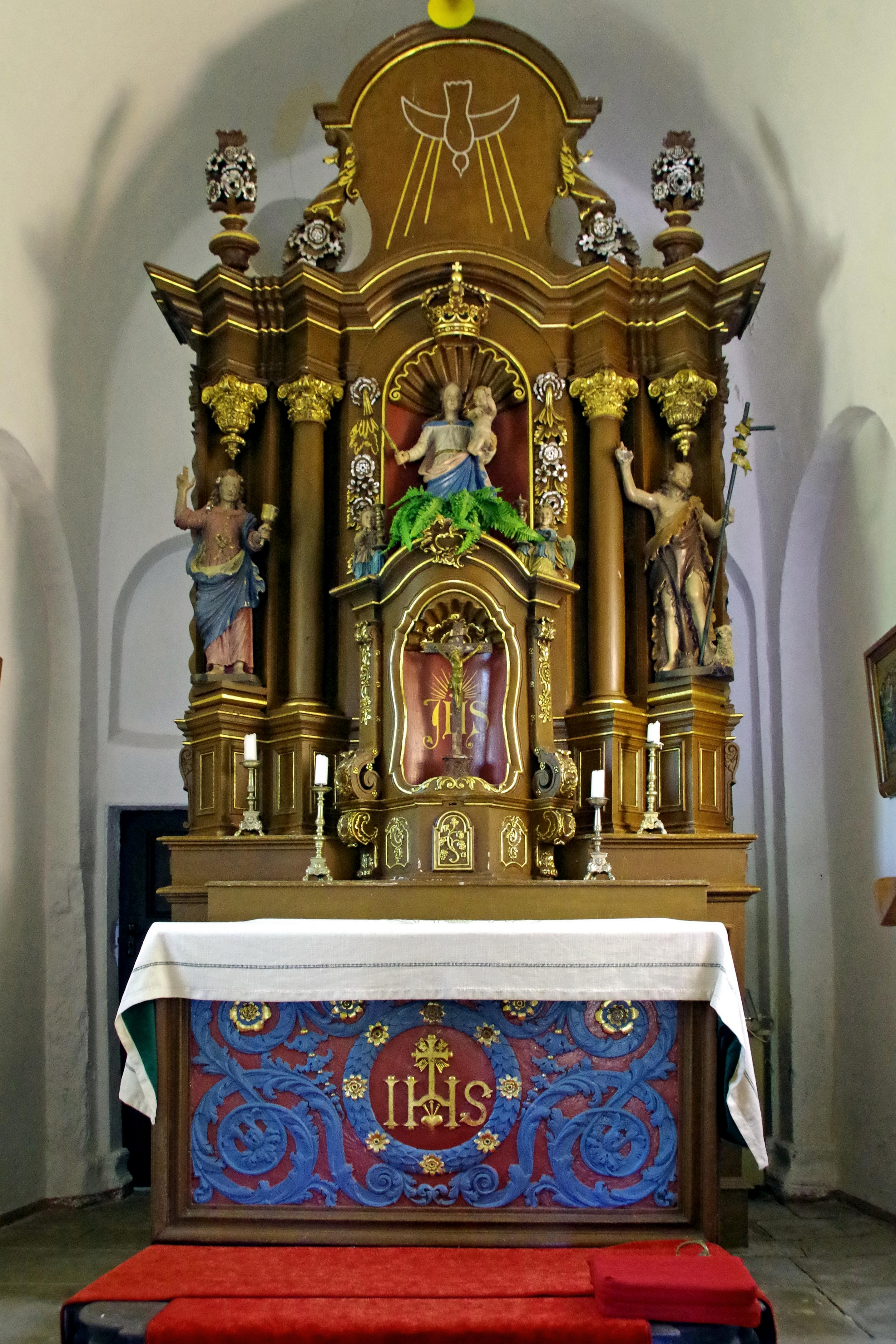
Hochaltar
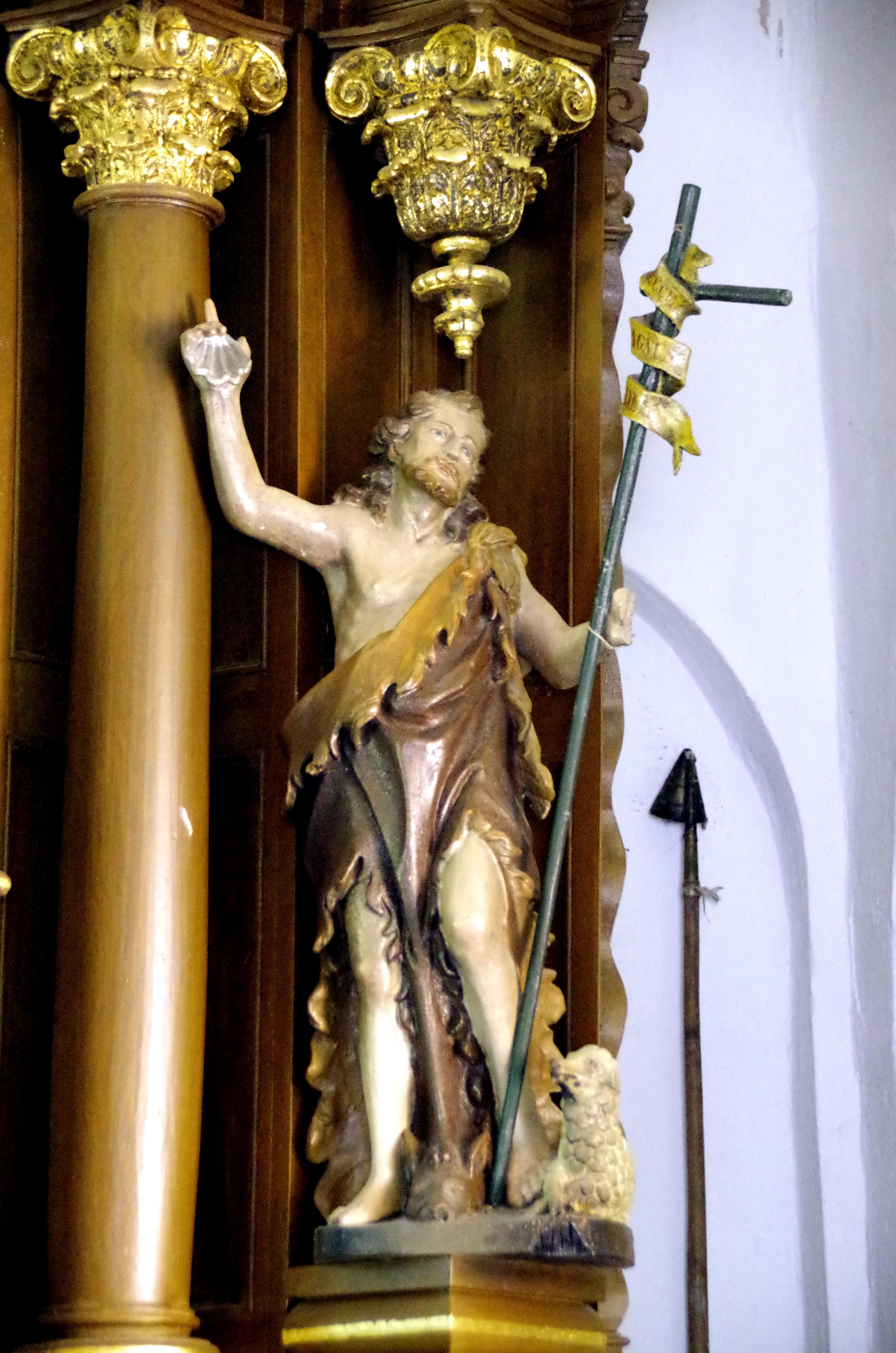
Johannes-Statue
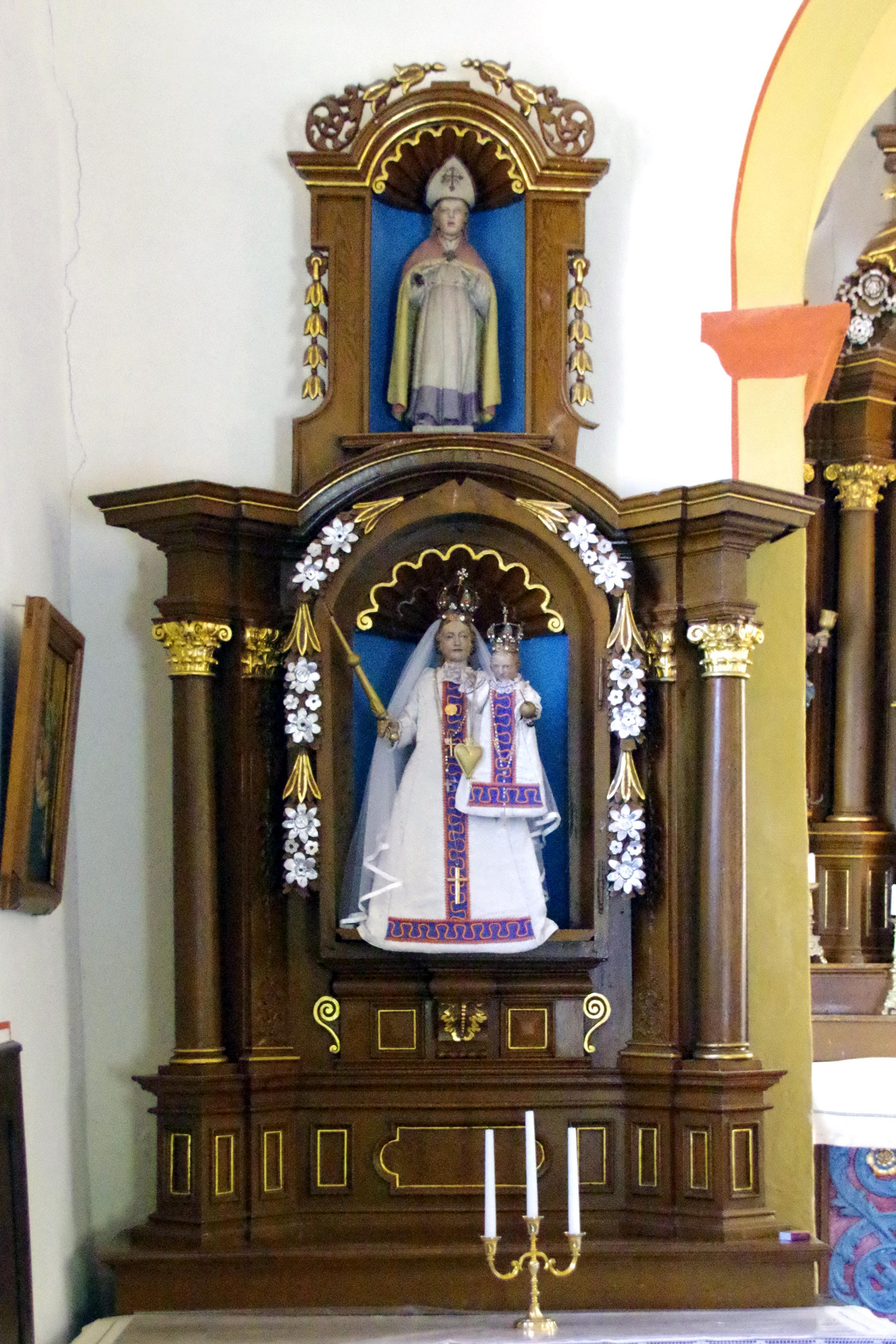
Seitenaltar links
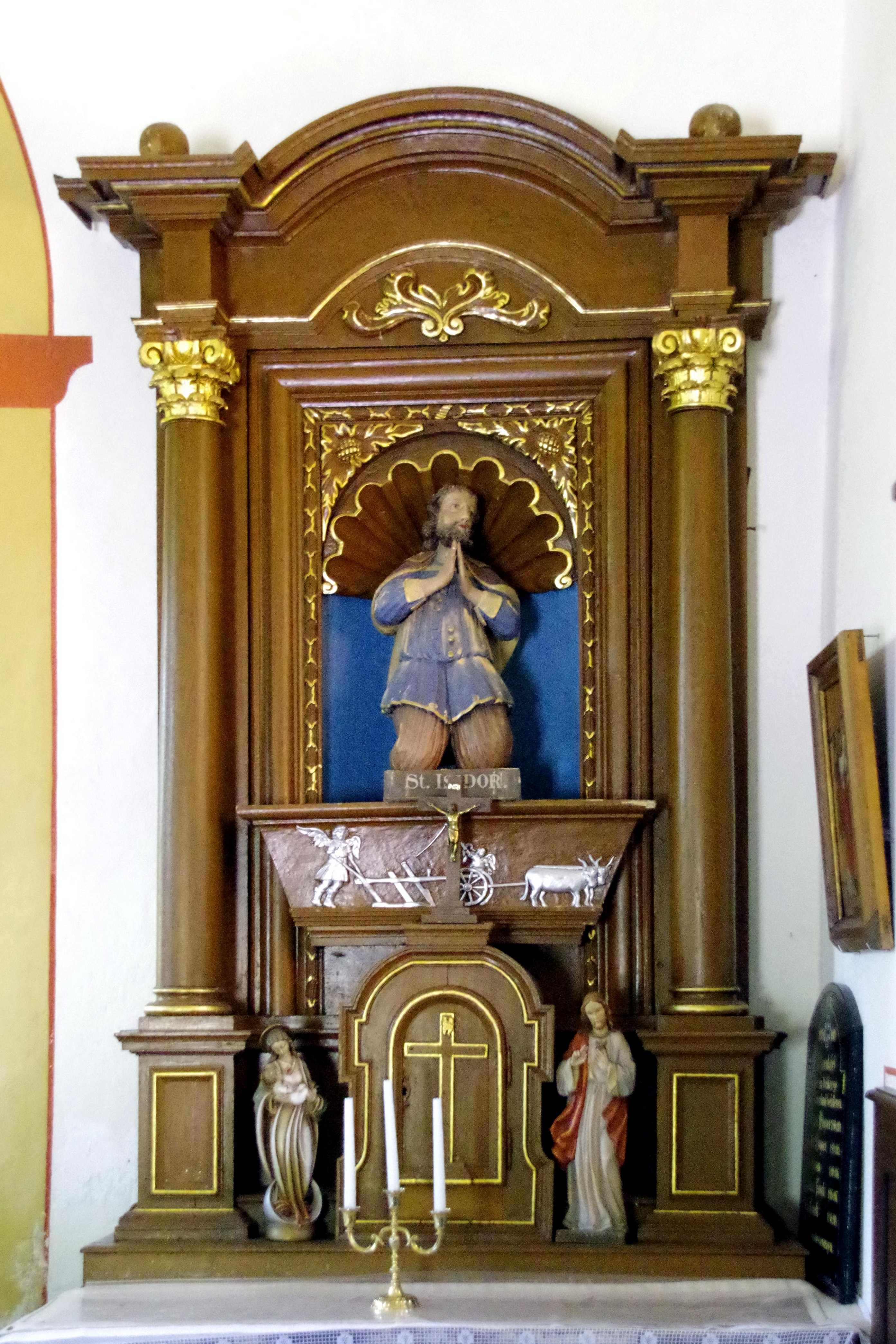
Seitenaltar rechts
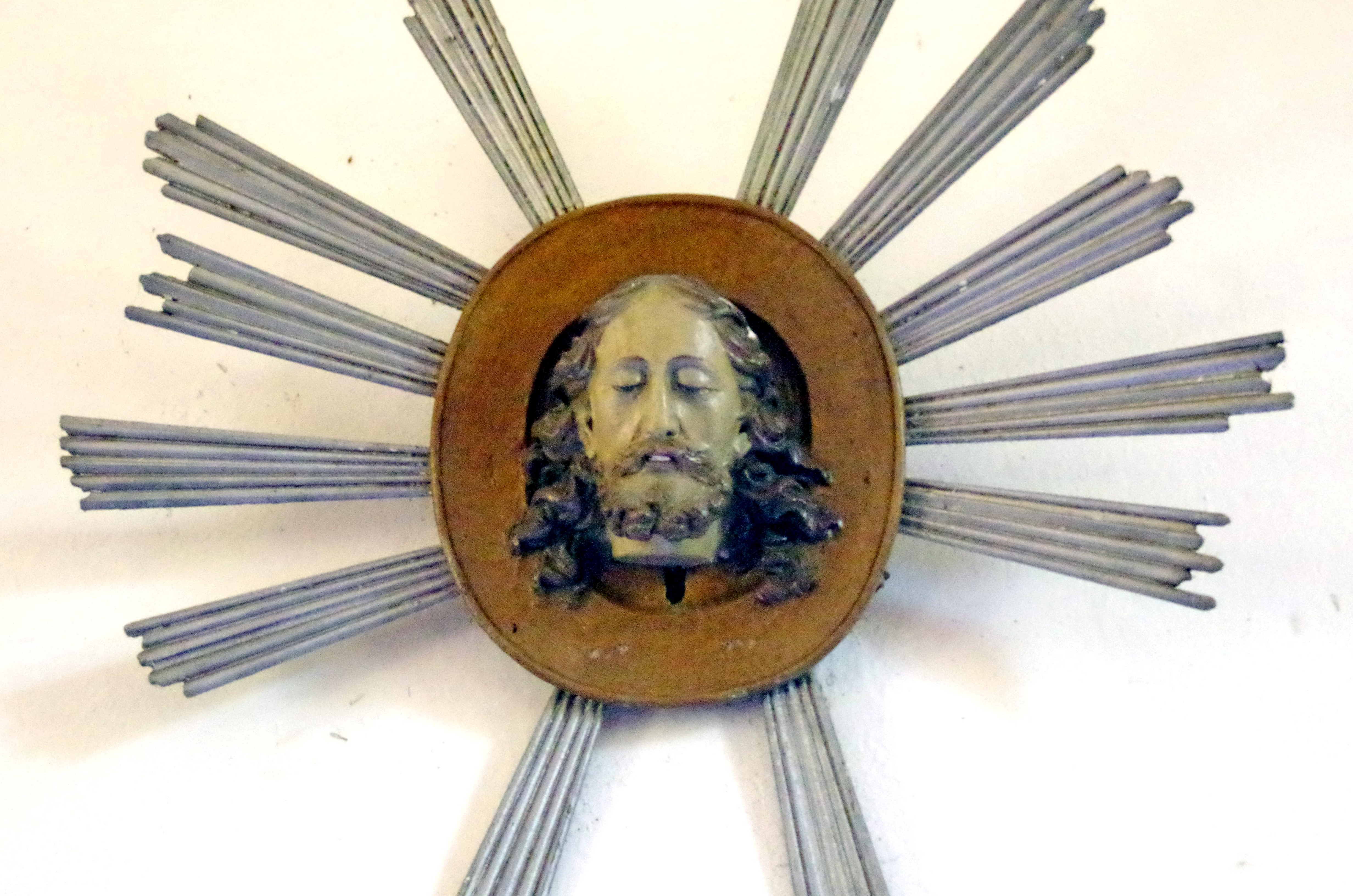
sog. Johannesschale